# Sorghastrum nutans
Sorghastrum nutans, nom antic Chrysopogon nutans Gray. és una espècie de planta poàcia que en anglès rep el nom de Yellow Indiangrass, és originària de la praderia d'Amèrica del Nord i es troba en el centre i l'est dels Estats Units i el Canadà, especialment en les Great Plains. És una planta perenne que creix en la forma de tussock  en la praderia d'herbes altes junt amb big bluestem, little bluestem i switchgrass.
És la planta oficial dels estats d'Oklahoma i Carolina del Sud.

## Ecologia
Indiangrass pot rebrotar després d'un incendi però és intolerant a l'ombra. Floreix a finals de primavera.

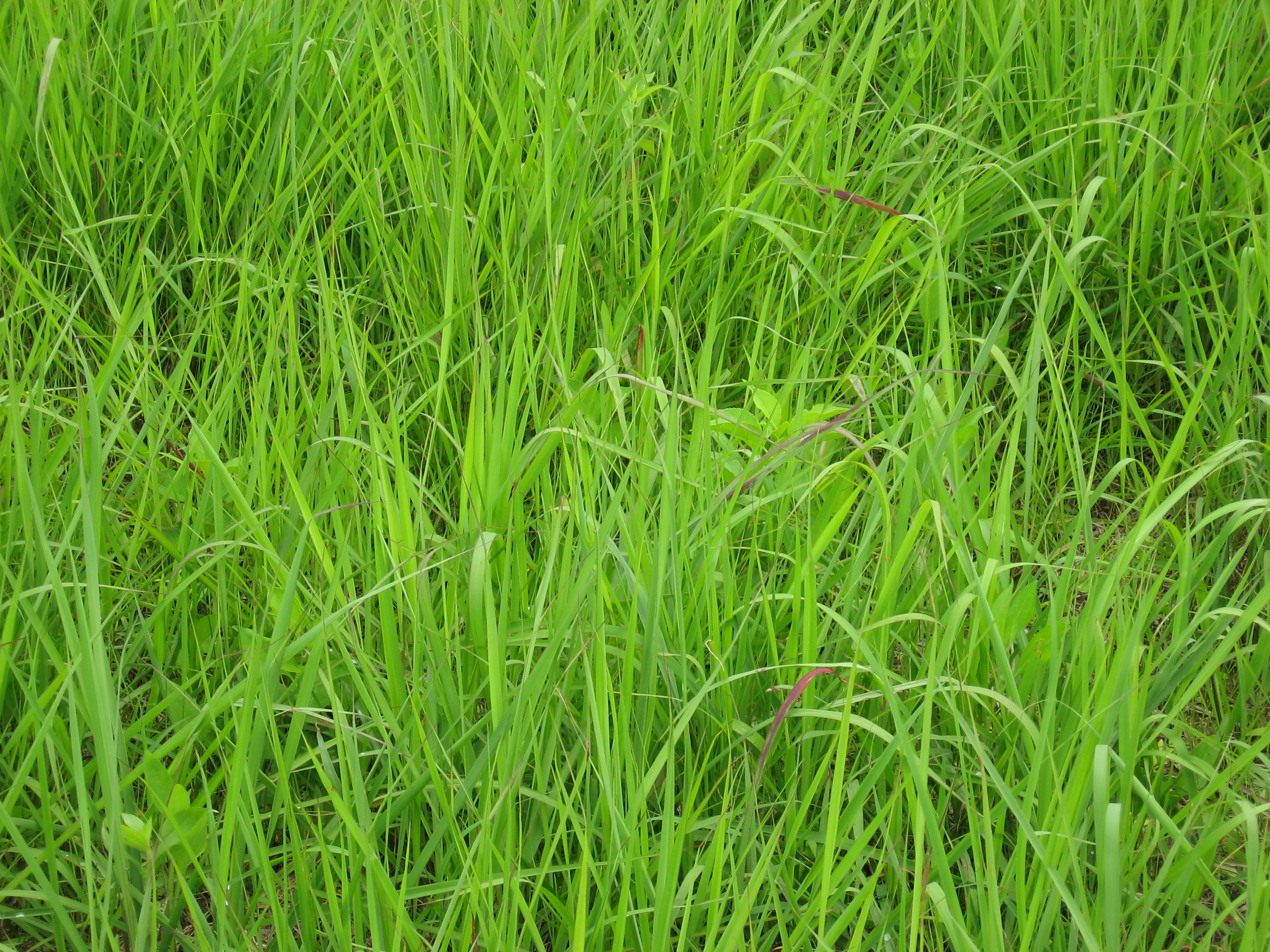
Sorghastrum nutans